# Nichiren Shōshū
Nichiren Shōshū (日蓮正宗 català: Veritable Fe de Nichiren) és una branca del Budisme Nichiren basada en els ensenyaments del segle xiii del sacerdot budista japonès Nichiren (1222-1282). Nichiren Shōshū defensa a Nichiren com al seu fundador a través del seu deixeble Nikkō Shōnin (1246–1333) i aquest com a fundador de l'escola del Temple principal de Taiseki-ji, situat a la base del mont Fuji. Actualment té més de mig milió de seguidors principalment al Japó i altres països del món.
L'objecte sagrat de veneració per als creients de Nichiren Shōshū és el Dai Gohonzon, que actualment es troba al saló principal (Hoando) del temple principal a Fujinomiya. Tant els seus líders com els adherents atribueixen un títol únicament honorífic a Nichiren, com el Dai-Shonin (Gran Mestre), tot mantenint que l'únic successor legítim del seu ministeri i llegat és només Nikko Shonin i els successius alts sacerdots de Nichiren Shōshū. L'actual alt sacerdot és Nichinyo Shonin, que va ascendir al càrrec el 2005.

## Generalitats
Nichiren Shōshū és una secta budista mahayana. El seu nom original és "Fe de Nichiren del Mont Fuji de Taisekiji", la qual cosa fa palesa la qüantitat de sectes de l'època, dividides en diferents tradicions localitzades. Després de la restauració Meiji, l'any 1912, l'emperador Taishō va donar a la secta el seu actual nom de "Nichiren Shōshū", a causa de la reiterada negativa d'aquesta a unir-se amb altres sectes de la tradició Nichiren Shū. El temple principal, Taiseki-ji, es troba als peus del mont Fuji, al Japó.
Taiseki-ji o "Temple de la Gran Pedra" és visitat amb regularitat pels creients de Nichiren Shōshū de tot el món, que hi van a invocar davant el Dai Gohonzon, un mandala el qual els fidels creuen que conté l'esperit de Nichiren, tant a la fusta com a la tinta.
Al contrari que en altres pràctiques del budisme mahayana, Nichiren va establir que el Sutra del Lotus era l'única pràctica vàlida i que invocar el mantra Nam Myoho Rengue Kyo era única manera d'assolir la budeïtat, independentment de la posició social, circumstàncies, sexe o posició professional, i que tampoc era necessari tornar a nàixer en una altra vida futura.

## Summe sacerdot

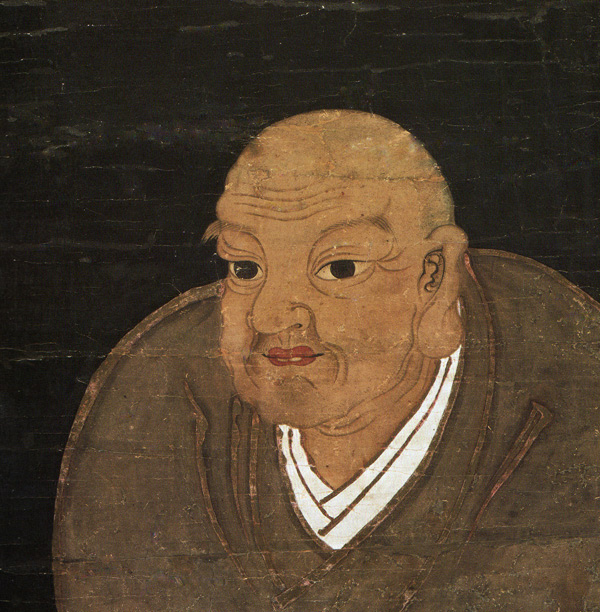
Nichiren, fundador del seu budisme

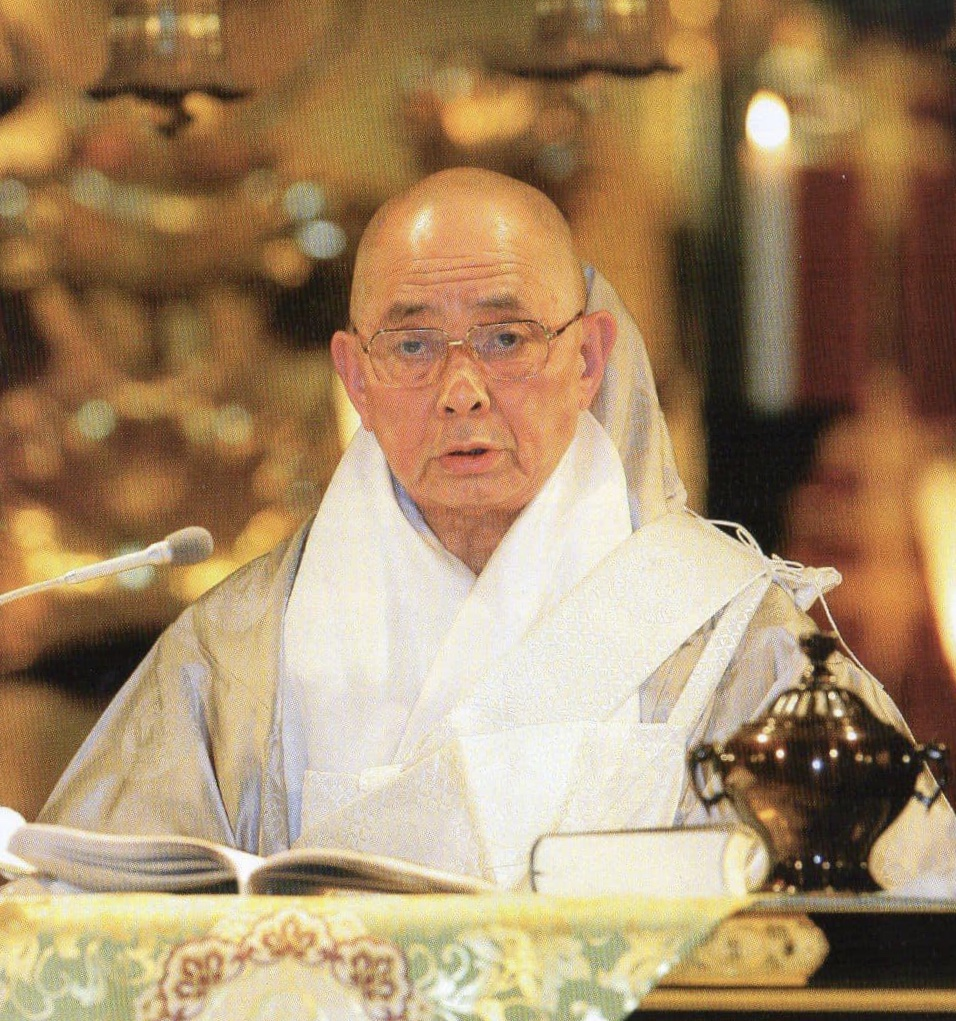
Nichinyo, actual summe sacerdot des de 2005

- Nichiren (1222-1282)
- Nikkō I (1290-1333)
- Nichimoku I (1333-1333)
- Nichidō I (1336-1339)
- Nichigyō I (1339-1365)
- Nichiji I (1365-1406)
- Nichia I (1406-1407)
- Nichiei I (1407-1419)
- Nichiu I (1419-1467)
- Nichijō I (1467-1470)
- Nittei I (1470-1472)
- Nichiu I (1472-1482)
- Nitchin I (1482-1527)
- Nichiin I (1527-1573)
- Nisshu I (1573-1596)
- Nisshō I (1596-1607)
- Nichiju I (1607-1611)
- Nisshō I (1611-1622)
- Nichiju I (1622-1632)
- Nissei I (1632-1633)
- Nichiei II (1633-1637)
- Nissei I (1637-1645)
- Nisshun I (1645-1652)
- Nitten I (1652-1673)
- Nichinin I (1673-1680)
- Nisshun II (1680-1682)
- Nikkei I (1682-1692)
- Nichiei III (1692-1709)
- Nichiyū I (1709-1718)
- Nichikan I (1718-1720)
- Nichiyō I (1720-1723)
- Nichikan I (1723-1726)
- Nisshō II (1726-1732)
- Nittō I (1732-1736)
- Nitchū I (1736-1740)
- Nichiin II (1740-1750)
- Nikkyō I (1750-1756)
- Nichigen I (1756-1764)
- Nisshin I (1764-1765)
- Nichigen I (1765-1765)
- Nichion I (1765-1770)
- Nikken I (1770-1776)
- Nippō I (1776-1783)
- Nittai I (1783-1785)
- Nippō I (1785-1785)
- Nichijun I (1785-1786)
- Nippō I (1786-1791)
- Nichinin II (1791-1795)
- Nichimon I (1795-1796)
- Nichigon I (1796-1797)
- Nissō I (1799-1803)
- Nissen I (1803-1807)
- Nichirei I (1807-1808)
- Nissen I (1808-1808)
- Nitchō I (1808-1814)
- Nisshu I (1814-1815)
- Nitchō I (1815-1817)
- Nissen I (1817-1817)
- Nichiryō I (1817-1820)
- Nissō II (1820-1830)
- Nichiryō I (1830-1831)
- Nichijō II (1831-1836)
- Nichiryō I (1836-1836)
- Nichiei IV (1836-1853)
- Nichiden I (1853-1862)
- Nichijō III (1862-1865)
- Nichiei IV (1865-1865)
- Nichiden I (1865-1869)
- Nichiin III (1869-1874)
- Nippu I (1874-1885)
- Nichiden I (1885-1889)
- Nichiō I (1889-1908)
- Nisshō III (1908-1923)
- Nitchū II (1923-1926)
- Nichikō I (1926-1928)
- Nichikai I (1928-1935)
- Nichiryū I (1935-1937)
- Nikkyō II (1937-1945)
- Nichiryū I (1945-1946)
- Nichiman I (1946-1947)
- Nisshō IV (1947-1956)
- Nichijun II (1956-1959)
- Nittatsu I (1959-1979)
- Nikken II (1979-2005)
- Nichinyo I (2005-)

## Crítiques
La majoria de les crítiques han estat fetes per l'anteriorment seua associació laica, Soka Gakkai. En el seu grup dissident, Soka Spirit el qual qüestiona i s'oposa a les doctrines de Nichiren Shoshu, i amb la Soka Gakkai rebutgen l'autoritat dels sacerdots i el summe sacerdot i qüestionen que el paper d'intermediaris dels sacerdots és irrellevant o innecessari en l'època contemporània.
Antics practicants de l'antiga Nichiren Shoshu of America parlen de les "creences ortodoxes" de Nichiren Shoshu, la qual posa gran èmfasi en la pietat religiosa i en les cerimònies religioses que "prohibeixen la tolerància cap a altres cultures" i els "valors de les cultures estrangeres" en un "ambient d'ortodòxia". Allò més significatiu és el suposat monopoli del budisme Nichiren a través de les peregrinacions devocionals al Dai Gohonzon, al·legant que és una falsificació, sense fonaments històrics, robat i comercialitzat.
L'opinió d'investigadors acadèmics com l'autor americà Alfred Metraux, parla que el "principal problema" de l'autoritat doctrinal és la clau central del conflicte:
“El sacerdoci (de Nichiren Shoshu) diu que és l'únic custodi de l'autoritat religiosa i de la preservació del dogma, mentre que els líders de Soka Gakkai defensen que són les escriptures de Nichiren i no el sacerdoci qui representa l'últim nivell d'autoritat i que qualsevol persona pot assolir la il·luminació sense ajuda d'un sacerdot.”
Els actuals membres laics de Nichiren Shoshu seguixen al culte a causa de la seua afiliació amb els sacerdots i del seu desig de seguir el Dai Gohonzon en lloc de seguir els diners o les donacions oferides per l'organització Soka Gakkai per a alterar les doctrines tradicionals. Mentrestant els membres de la Soka Gakkai són distants amb els membres de Nichiren Shoshu atès que creuen que els seus mètodes monàstics i rituals formals ja no són necessaris o agradables per al budisme modern, a més de no trobar una necessitat forta d'una nissaga del sacerdoci monàstic formal.

## Festivitats oficials
| Data                          | Nom                     | Anotacions                                                                       |
| ----------------------------- | ----------------------- | -------------------------------------------------------------------------------- |
| 1 de gener                    | Gantan Gongyo           | Gongyo d'any nou.                                                                |
| 7 de febrer                   | Koshi-e                 | Cerimònia en record del segon summe sacerdot Nikkō Shōnin.                       |
| 16 de febrer                  | Shuso-Otanjo-e          | Cerimònia d'aniversari de Nichiren Daishōnin.                                    |
| Vora el 21 de març            | Higan-e de primavera    | Cerimònia on se celebra l'inici de primavera.                                    |
| 7 d'abril                     | Goreiho Omushibarai-e   | Cerimònia especial d'aireament dels Tresors Sagrats (Només al Temple Principal). |
| 28 d'abril                    | Risshu-e                | Commemoració de la revelació del budisme vertader.                               |
| 1 de maig                     | Daygyo-e                | Cerimònia en memòria de Nanjo Tokimitsu.                                         |
| 15 de juliol                  | Urabon                  | Cerimònia especial anual pels morts.                                             |
| 19 d'agost                    | Kanshi-e                | Cerimònia en record del 26è summe sacerdot Nichikan Shōnin.                      |
| 12 de setembre                | Tatsunokuchi Gonan-e    | Commemoració de la persecució de Tatsunokuchi.                                   |
| 22 de setembre                | Higan-e de tardor       | Cerimònia on se celebra l'inici de la tardor.                                    |
| 29 de setembre                | Ushi-e                  | Cerimònia en record del 9è summe sacerdot Nichiu Shōnin.                         |
| 13 d'octubre o 21 de novembre | Shuso Gotai-e (Oeshiki) | Cerimònia d'aniversari de la mort de Nichiren Daishōnin.                         |
| 15 de novembre                | Mokushi-e               | Cerimònia en record del 3r summe sacerdot Nichimoku Shōnin.                      |